# Голоскевич Григорій Костянтинович
Григо́рій Костянти́нович Голоске́вич (4 листопада 1884, село Супрунківці, Ушицький повіт, Подільська губернія — 1935, Тобольськ, РРФСР) — український мовознавець і громадський діяч, член Української Центральної Ради. Був репресований більшовицькою владою й загинув у таборах за нез'ясованих обставин.
Григорій Голоскевич став автором кількох праць із діалектології Поділля, а також укладачем «Правописного словника», у якому вперше подав норми «Українського правопису» 1928 року, або ж «скрипниківки».

## Життєпис
Григорій Голоскевич народився в родині священика Степана Голоскевича в селі Супрунківці, нині Кам'янець-Подільського району Хмельницької області, Україна (тоді Кам'янецького повіту, Подільської губернії, Російська імперія).
У 1899 році він закінчив Приворотське духовне училище, у 1905 - Подільську духовну семінарію в Кам'янці-Подільському (був членом напівлегального українського гуртка Володимира Чехівського). Після цього рік працював учителем у двокласній церковно-вчительській школі села Чорнокозинці.
У 1906—1911 роках Григорій Голоскевич навчався на історико-філологічному факультеті Петербурзького університету. Був учнем академіка Олексія Шахматова, належав до керованої ним лінгвістичної секції гуртка українознавства, досліджував говірки Поділля (роботу на цю тему опублікував у академічному збірнику). На той час мовознавець був одним із провідних діячів українського національного руху в Петрограді.
Учителював у Ризі (1911—1913), Петербурзі (1913—1917), Києві (до 1918). З 1918 року працював у ВУАН.
Григорія Голоскевича заарештували 17 серпня 1929 року. Вироком особливого складу Верховного суду УРСР від 19 квітня 1930 року за участь у діяльності контрреволюційній організації «Спілка визволення України» мовознавця було засуджено до п'яти років позбавлення волі. Спершу він перебував у  Ярославльській в'язниці, потім був висланий до Тобольська, де загинув за нез'ясованих обставин, за деякими даними — вкоротив собі віку[джерело?]. Вченого було реабілітовано 11 серпня 1989 року.

### Правописний словник

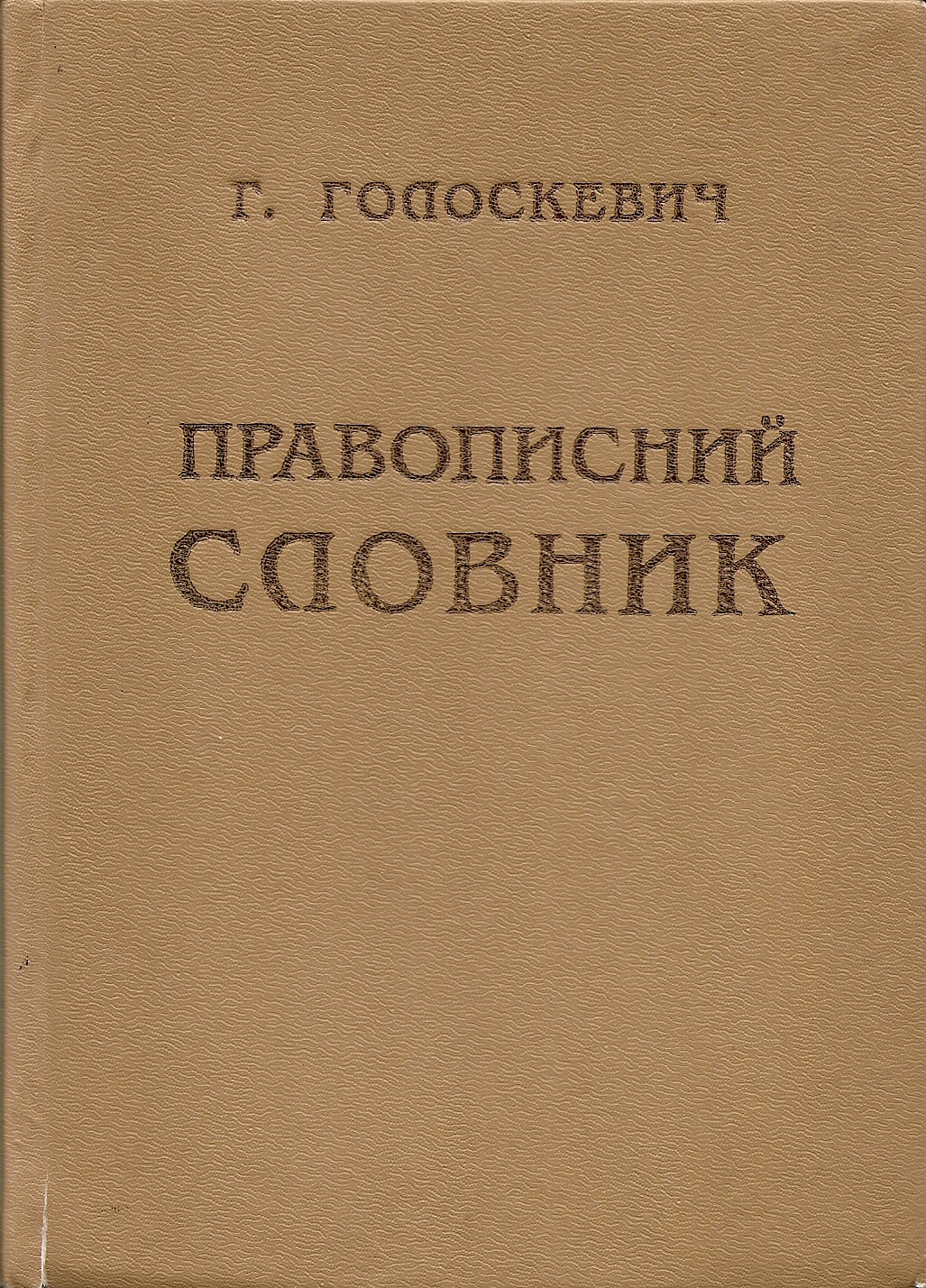
Палітурка дванадцятого видання Правописного словника, 1994

Головною працею Григорія Голоскевича стало укладання першого найкращого і найповнішого «Правописного словника» української мови, що містив близько 40 000 слів. Перше видання вийшло 1914 року, сьоме в 1930, пристосоване до правопису 1928 року, перевидане в Нью-Йорку в 1952.
В 1931 з'явилася доповнена редакція словника, створена Овсієм Ізюмовим. Мовознавець додав до загальної кількості слів ще близько 20 тисяч лексем.

## Вшанування пам'яті
У Києві існує вулиця Григорія Голоскевича.